# 安西直隸州
安西直隸州，清朝时设置的直隸州。

安西州在甘肃省的位置（1820年）

乾隆三十九年（1774年）改安西府为直隶州，治所在今甘肃省瓜州县。属甘肃省。辖境相当今甘肃省敦煌、瓜州、肃北等市县地。1913年改为安西县。